# ラシーヌの雅歌
『ラシーヌの雅歌』（ラシーヌのがか、仏：Cantique de Jean Racine）作品11は、フランスの作曲家ガブリエル・フォーレが1865年に作曲したオルガン、あるいはハーモニウムと混声四部合唱のための合唱曲。
題名は『ラシーヌ讃歌』『ラシーヌ雅歌』等、様々に訳されている。

## 概要
17世紀フランスの古典劇作家ジャン・ラシーヌの宗教的な詩に基づいた作品であり、古典宗教音楽学校の卒業作品として作曲され、これにより作曲部門一等賞を得て卒業している。
変ニ長調、4分の4拍子、一貫して3連符のアルペッジョが貫かれ、フォーレののちの円熟した合唱作曲の書法の片鱗がすでに見える見事な合唱が展開される。